# Petrikirche (Wiemelhausen)

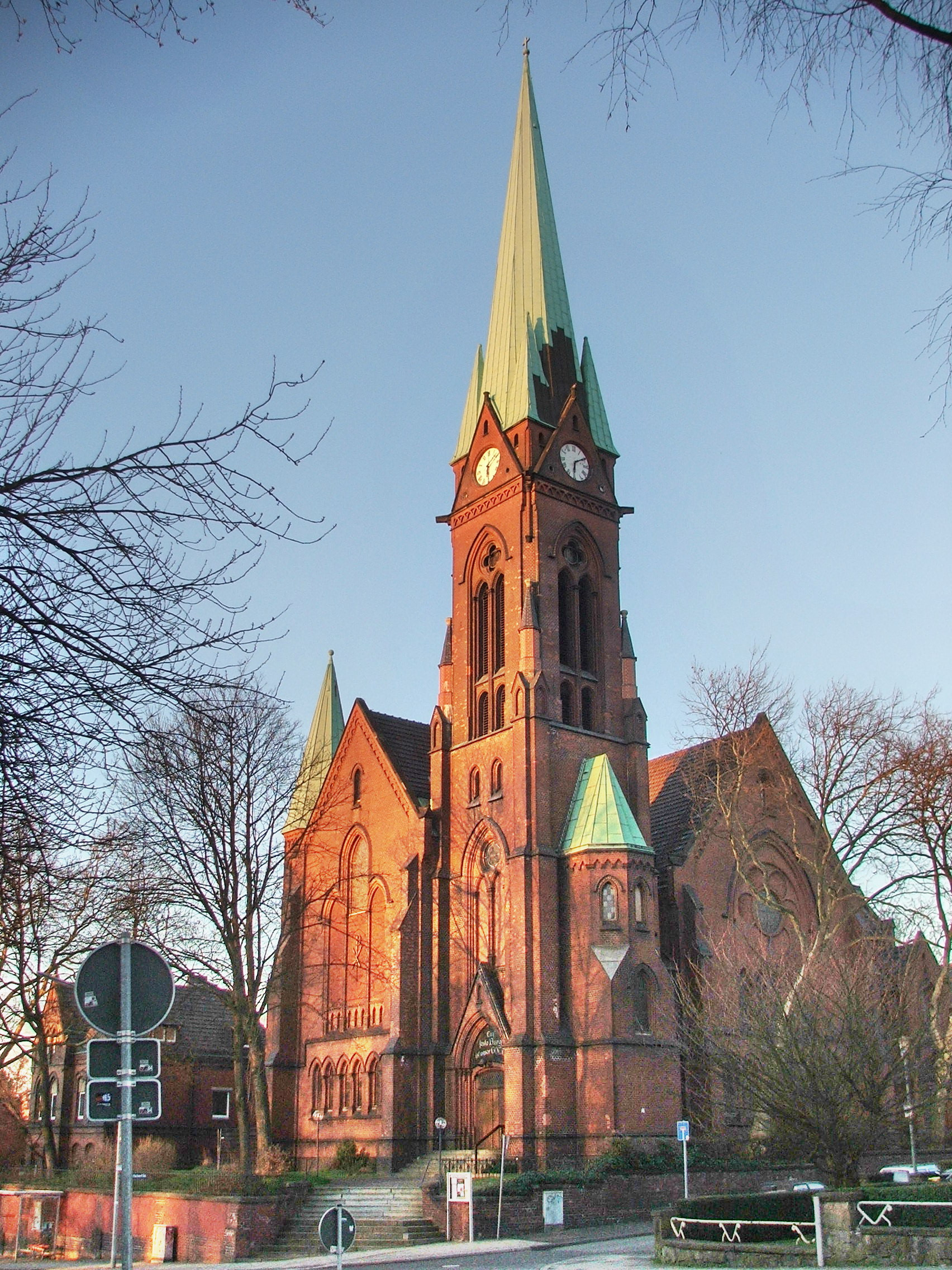

Die Petrikirche ist ein evangelisches Kirchengebäude an der Wiemelhauser Straße 255 in Bochum-Wiemelhausen. Sie zählt zur Evangelischen Kirche von Westfalen. Sie wurde von 1901 bis 1903 nach Plänen des Bochumer Architekten Heinrich Robert im Stil der Neugotik erbaut. Dabei war für die Raumgestaltung das sogenannte Wiesbadener Programm maßgeblich, das Ein-Raum-Kirchen mit Zentrierung auf Altar, Kanzel und Orgel vorsah. 
Seit 1989 steht die Petrikirche unter Denkmalschutz. Im Bereich der Kirche trat 2011 ein Tagebruch auf, nachdem bereits 2010 in einem Gutachten des Bochumer Studienkreises wegen drohendem Tagebruch die Sperrung der Kirche angeordnet worden war. Die Sanierungskosten wurden 2008 auf 1 Mio. Euro geschätzt und haben sich durch den Tagebruch des Jahres 2011 nochmals erhöht. Für 350.000 Euro wurden ein Luftschutzstollen und ein Bergbaustollen verfüllt. Danach wurde das Gebäude zunächst wieder genutzt, aber zum Jahresende 2015 aufgrund von Schäden im Dachbereich stillgelegt. In einem Gutachten aus dem Jahr 2017 wurde festgestellt, dass das Dach nicht standsicher ist. Der Kirchengemeinde fehlen die Mittel für eine Sanierung.
Die Evangelische Kirchengemeinde Bochum-Wiemelhausen entstand 2011 durch Wiederzusammenlegung der Evangelischen Melanchthonkirchengemeinde Bochum und der Evangelischen Petrikirchengemeinde Bochum, die bereits bis 1965 eine Gemeinde gebildet hatten.